# Saarländischer Rundfunk
Saarländischer Rundfunk (en español, «Radiodifusión del Sarre») es una empresa pública de radio y televisión alemana que presta servicio al estado federado del Sarre. Fue fundada el 1 de enero de 1957. 
El grupo forma parte de la ARD, la organización de radiodifusoras públicas de Alemania. Además de producir contenidos para la red nacional, gestiona cinco emisoras de radio y un canal de televisión regional en colaboración con SWR. Su sede central está situada en Sarrebruck.

## Historia
Los orígenes de la radio en el Sarre se remontan a 1929, cuando el territorio estaba administrado por la Sociedad de las Naciones. En 1935, la Alemania nazi se anexionó la región y las nuevas autoridades crearon un grupo radiofónico, Reichssender Saarbrücken, que estuvo integrado en la Reichs-Rundfunk-Gesellschaft hasta el final de la Segunda Guerra Mundial.
Durante el periodo del Protectorado del Sarre (1947-1956), bajo administración francesa, los galos crearon una nueva emisora para dar servicio al territorio, Radio Saarbrücken, que en 1953 fue ampliada con una segunda radio cultural. Después de que Francia y Alemania acordaran que el territorio se integrase en la República Federal Alemana a partir del 1 de enero de 1957, los medios de comunicación del Sarre fueron nacionalizados y Radio Saarbrücken se convirtió en Saarländischer Rundfunk (SR), dentro del consorcio de radiodifusoras germanas ARD. 
En 1969, la SR participó junto con Süddeutscher Rundfunk (SDR) y Südwestfunk (SWR) en la creación den tercer canal de televisión regional, Südwest 3. A partir de 1998, S3 se convirtió en SR Südwest Fernsehen, y desde 2006 se creó un canal propio para el Sarre, SR Fernsehen. Aunque comparte contenidos con SWR, es una marca independiente y su programación propia consiste en informativos, debates y reportajes. 

## Servicios

### Radio
- SR1 Europawelle: Emisora de información y música.
- SR2 Kulturradio: Radio dedicada a la cultura.
- SR3 Saarlandwelle: Transmite música en francés y alemán, así como información regional.
- UnserDing: Programación juvenil, colabora con Dasding de la SWR.
- Antenne Saar: Radio con información y magacines, con un carácter franco-alemán.

### Televisión
SR colabora en la realización y aporte de programas para todos los canales nacionales de ARD. También cuenta con un canal propio, la SR Fernsehen, que posee una programación similar a la de SWR (casi el 70%) pero que cuenta con espacios (informativos y de ocio) y diseño propios.